# Réjean Guénette
 (janvier 2021).
Si vous disposez d'ouvrages ou d'articles de référence ou si vous connaissez des sites web de qualité traitant du thème abordé ici, merci de compléter l'article en donnant les références utiles à sa vérifiabilité et en les liant à la section « Notes et références ».
Réjean Guénette est un acteur québécois natif de Granby, reconnu pour son rôle dans Bingo (1974). Il est né le 26 avril 1951 et est mort le 28 décembre 2020 à l'âge de 69 ans.

## Biographie
Réjean Guénette débute très jeune dans le métier. Il se fait connaître rapidement du grand public grâce au réalisateur Jean-Claude Lord qui lui offre le rôle principal de son film Bingo, paru en 1974. Il y incarne le rôle de François, un jeune idéaliste manipulé et transformé en terroriste par des influences extérieures. Par la suite, on le retrouve encore au cinéma (Le soleil se lève en retard en 1977, Les Tisserands du pouvoir en 1988...) tout comme à la télévision (Le Pont, Montréal ville ouverte...) ou au théâtre. Il fait aussi de la mise en scène théâtrale (Les figurants de José Sanchis Sinisterra, Les Misérables et Pierre au siècle des lumières au Théâtre des Lutins d'Ottawa, etc.).

## Filmographie

### Cinéma
- 1974 : Bingo (film) : François
- 1977 : Le soleil se lève en retard (film) : Robert Dion
- 1988 : Les Tisserands du pouvoir (feuilleton TV) : Capitaine Léonard
- 1988 : Les Tisserands du pouvoir II : La Révolte (feuilleton TV) : Capitaine Léonard

### Télévision
- 1973 : Quelle famille! (série télévisée) - Un élève
- 1975 : Jo Gaillard (série télévisée) : Lanctôt
- 1977 - 1978 : Le Pont (série télévisée) : Bert
- 1978 - 1979 : Les Contes du Tsar : Rôle inconnu
- 1978 - 1979 : La Peur du voyage (téléthéâtre)
- 1978 - 1984 : Terre humaine : Benoît Proulx
- 1991 : Lance et compte: Le moment de vérité (téléfilm)
- 1992 : Montréal ville ouverte (mini-série) : Lieutenant O'Neil

## Théâtre
- 1977 et 1978 : Plusieurs pièces au Théâtre de la Dame de Cœur
- 1983 : Bienvenue aux dames, Ladies Welcome - Texte : Jean-Raymond Marcoux au Théâtre d'Aujourd'hui
- 1997 : En circuit fermé - Texte : Michel Tremblay au Théâtre du Trillium